# Фиалка трёхцветная
Фиа́лка трёхцве́тная, или Аню́тины гла́зки (лат. Víola trícolor) — травянистое однолетнее или двулетнее (изредка многолетнее) растение, распространённое в Европе и умеренных областях Азии; вид рода Фиалка семейства Фиалковые.

## Названия
Народное название фиалки трёхцветной — Иван-да-Марья, но так называют растения и некоторых других родов, — например, Марьянник дубравный (Melampyrum nemorosum) из семейства Норичниковые.
Другие народные названия растения: брат-и-сестра, мотыльки, полевые братчики, полуцвет, топорчики, троецветка.
В садоводстве анютиными глазками часто называют также гибридную фиалку Виттрока (Viola × wittrockiana Gams ex Hegi), имеющую более крупные и более яркоокрашенные цветки.

## Ботаническое описание
Жизненная форма

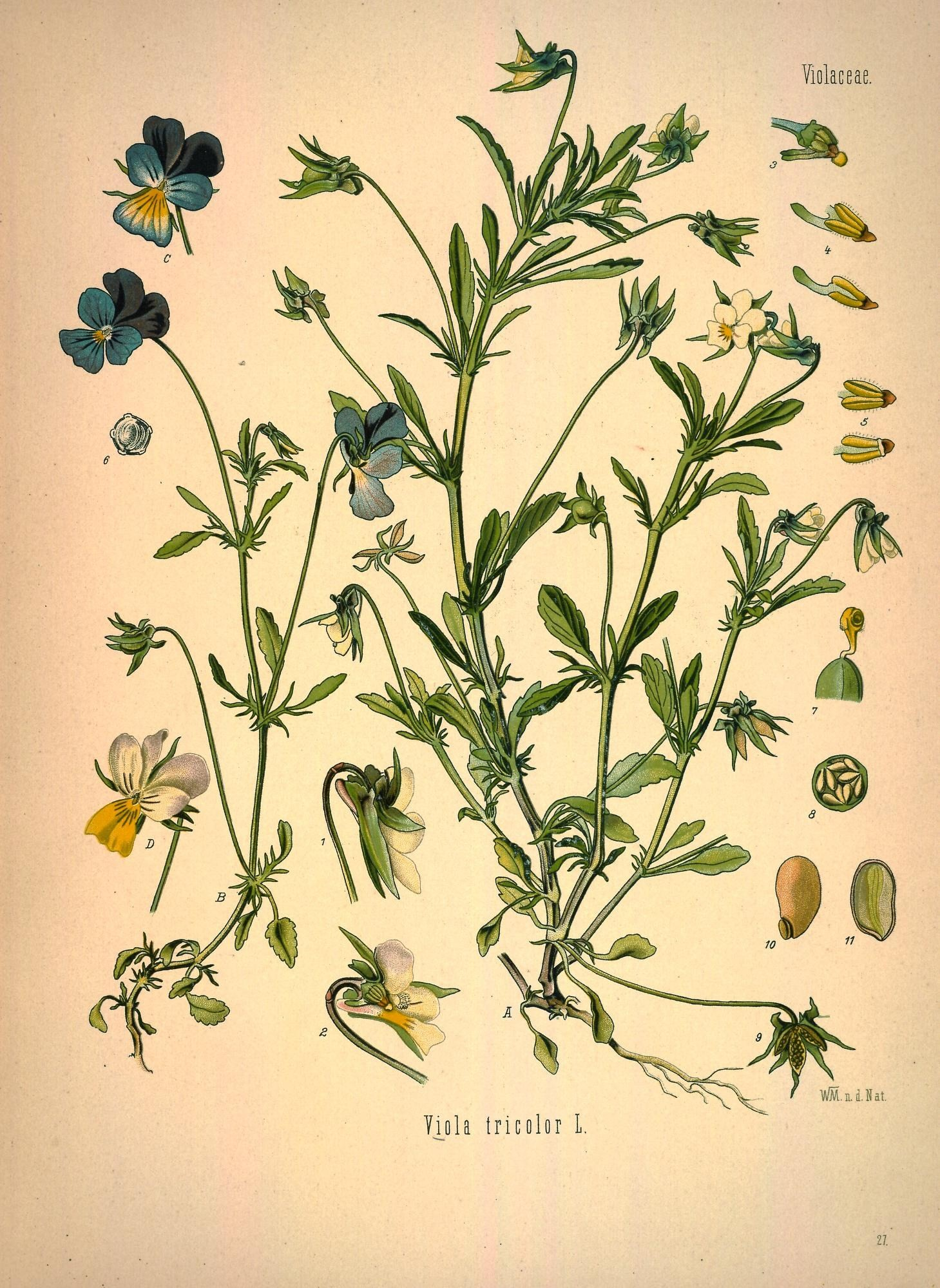

Фиалка трёхцветная — однолетнее или двулетнее наземное травянистое растение (по И. Г. Серебрякову), терофит или гемикриптофит (по Х. Раункиеру).
Корень
Фиалка трёхцветная имеет тонкий, стержневой маловетвистый, буроватый корень, почти отвесно внедряющийся в землю.
Стебель
Стебель обыкновенно ветвистый, трёхгранный, голый или опушённый отогнутыми вниз волосками, полый внутри, достигающий в высоту 10—30 (45) см; нередко от корня отходят несколько прямостоящих или стелющихся стеблей.
Листья
Листья очерёдные, черешковые, голые или по жилкам рассеянно-волосистые, крупногородчатые. Нижние листья широкояйцевидные, с довольно длинными черешками, верхние — продолговато-ланцетные, сидячие с короткими черешками; прилистники по два при каждом листе, перисто-лировидные, длиннее листовых черешков.
Цветок
Тип соцветия фиалки трёхцветной — фрондозная простая кисть.
Цветки зигоморфные, сидящие на длинных, трёх- или четырёхгранных, голых или слегка опушённых, наверху загнутых цветоносах, выходящих поодиночке из листовых пазух; каждый цветонос несёт в верхней своей части, близ цветка, по 2 маленьких прицветника.
Чашечка пятилистная, зелёная, после цветения неопадающая; листочки у неё удлинённо-ланцетовидные, заострённые, нежно-волосистые, по краям короткореснитчатые, при основании с тупым коротким пластинчатым отростком; два нижних чашелистика несколько больше остальных.
Венчик 18 (20) — 27 (30) мм, плоский из пяти свободных лепестков, в его окраске преобладает синий цвет. Верхние лепестки размером несколько больше средних, тёмно-сине-фиолетовой или светло-фиолетовой окраски, отогнуты кверху, обратнояйцевидной формы; каждый из них снабжён при основании маленьким ноготком, без волосков при основании.
Средние два лепестка такой же формы и окраски, как и верхние, либо более светлые или жёлтые, расходящиеся косо в стороны и отогнуты кверху, несколько прикрывая собою верхнюю пару лепестков. В месте перехода ноготка в отгиб расположены короткие волоски.
Нижний лепесток при основании беловатый или желтоватый с тупым синеватым шпорцем, который в два раза длиннее отростков чашечки; в месте отхождения шпорца имеются короткие волоски.
Тычинок пять, прижатых к пестику и соприкасающихся своими пыльниками, с короткими, едва заметными тычинковыми нитями; пыльники двугнёздные, сердцевидные, с боков реснитчатые, светло-жёлтые, обращённые внутрь цветка и продолженные на верхушке в плёнчатые, оранжево-жёлтые отростки; две нижние тычинки имеют по одному слегка изогнутому, зеленоватому шпорцу, вложенному в шпорец нижнего лепестка. Гинецей — ценокарпный из трёх плодолистиков.
Пестик один, с одногнёздной, яйцевидной верхней завязью и коленчато-изогнутым при основании булавовидно-расширенным кверху желтоватым столбиком; в булавовидной головке столбика находится на стороне, обращённой к нижнему лепестку, усаженное с боков волосками рыльце, представляющее кувшинчатой формы углубление и снабжённое внизу поперечным, плёнчатым придатком, имеющим вид крышечки. Плацентация — сутуральная постенная (париетальная).
Плоды, семена
Плод ценокарпный — округло-трёхсторонняя, продолговато-яйцевидная, голая, одногнёздная зеленоватая коробочка длиной до 10 мм, с постенным расположением семян, окружённая сохраняющеюся чашечкой и раскрывающаяся тремя створками по месту срастания плодолистиков; створки в виде лодочек.
Семена мелкие, длиной 1,25—1,75, шириной и толщиной 0,75—1 мм, обратнояйцевидной формы с небольшим придатком. Цвет семян — светло-коричневый или светло-жёлтый. Поверхность блестящая, гладкая. Зародыш прямой. Семена созревают, начиная с июня. Одна коробочка может дать до 3000 семян. Масса 1000 семян 0,4—0,5 г. Всхожесть сохраняют до двух лет.

Viola tricolor
Viola tricolor
Viola tricolor
Viola tricolor
Viola tricolor
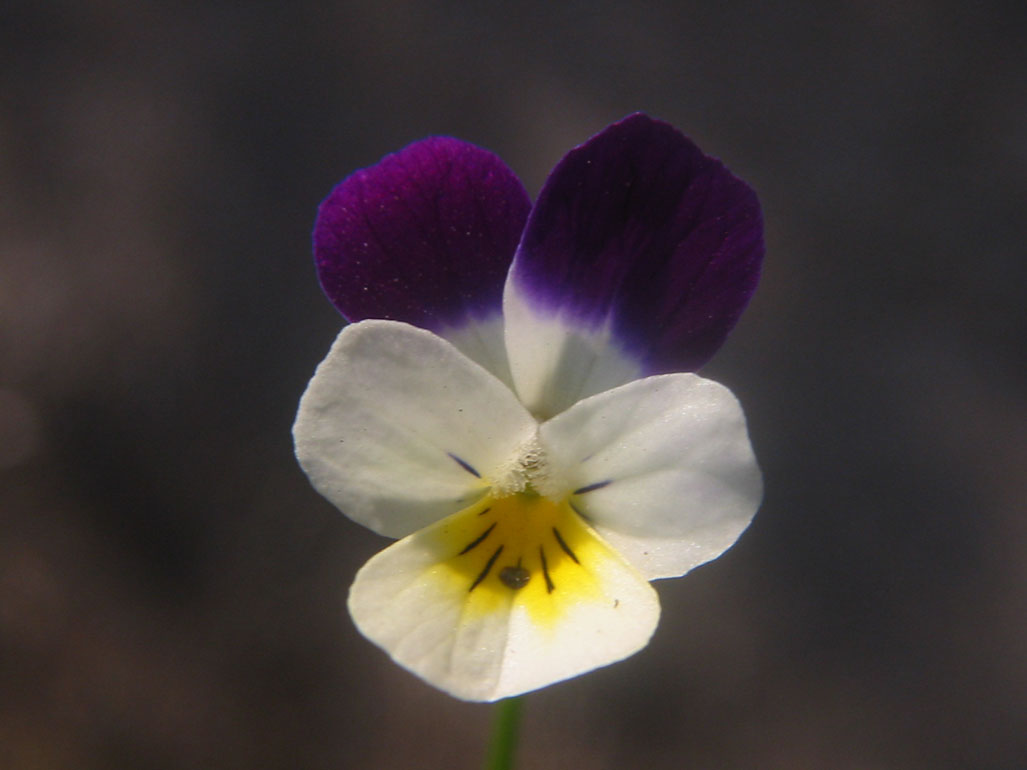
Viola tricolor var. tricolor
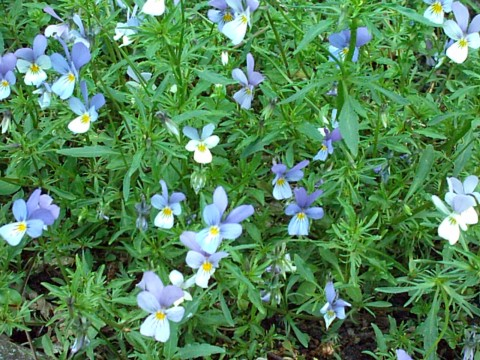
Viola tricolor var. maritima

## Распространение и экология
Общее распространение — Восточная Европа, Кавказ, Западная Сибирь, Дальний Восток; Скандинавия, Средняя и Атлантическая Европа, Малая Азия (по Coode, Cullen).
В «Атласе ареалов и ресурсов лекарственных растений СССР» фиалка трёхцветная описывается как европейский вид, встречающийся в Сибири лишь как заносное растение.
Широко распространена по всей европейской части бывшего СССР.
Северная граница ареала проходит по линии Мурманск, Кировск, Кандалакша, Белое море, Поной (Кольский полуостров), город Мезень, среднее течение реки Мезень, города Ухта, Печора, Воркута. Далее граница идёт по 60-му меридиану до Екатеринбурга, выклиниваясь на востоке у Тобольска. Отдельные местонахождения известны в окрестностях Томска, в Кемеровской области, Красноярском и Алтайском краях, где фиалка трёхцветная встречается как сорное растение.
Южная граница ареала проходит через Челябинск, южнее Уфы (между Уфой и Оренбургом), поднимается к северу до Ижевска, затем через Самару, Саратов, Волгоград, несколько южнее Цимлянского водохранилища, направляется к Ростову-на-Дону, далее следует через Донецк к Запорожью, Одессе, Кишинёву и Карпатам. На западе граница ареала уходит за пределы бывшей государственной границы СССР. На северо-западе выходит к побережью Балтийского моря, по южному берегу Финского залива достигает Санкт-Петербурга, затем идёт на север вдоль границы с Финляндией до Мурманска.
В Крыму известно лишь одно местонахождение фиалки — в долине реки Качи.
Культивируется, иногда дичает; сорное на полях, газонах, пустырях, свалках.
Встречается на плодородных почвах по лугам, среди кустарников, по опушкам лесов, на пастбищах и старых залежах. Одичавшие растения можно встретить в старых парках, садах, бывших усадьбах, близ дорог.

## Лекарственные свойства
В качестве лекарственного сырья используют траву фиалки трёхцветной (лат. Herba Violae tricoloris), которую собирают во время цветения и сушат в проветриваемых помещениях, разложив тонким слоем, или в сушилках при температуре не выше 40 °С. Срок хранения сырья 1,5 года. Основные действующие вещества — флавоноиды (рутин, витексин, ориентин), антоцианы, салициловая кислота. Настой травы применяют в качестве отхаркивающего средства; трава входит в состав грудных и мочегонных сборов.
Отвары фиалки трёхцветной обладают отхаркивающим эффектом за счёт содержания полисахаридов, усиливающих секрецию бронхиальных желёз, разжижению мокроты и смягчению кашля. Применяются при лечении бронхитов, трахеитов, пневмониях, коклюше.
Отдельные исследования, которые проводились на кроликах, показали положительные результаты при лечении стафилококковой пневмонии. Кроликов поили отваром фиалки трёхцветной на протяжении недели. Наблюдалось улучшение газообмена в лёгких и снижение воспалительных процессов.  Патологические процессы прекращались на более ранних стадиях, чем при использовании алантона.
Флавоноиды в траве фиалки обеспечивают антибактериальные, антимикробные и противовоспалительные свойства. Так, настои растения, применяются при зубной боли и лечении полости рта и язв.
Шведскими учеными было обнаружено содержание циклотидов, обладающих противоопухолевыми свойствами.
Дикорастущие анютины глазки употребляются в традиционной и народной медицине как средство от многих болезней: золотухи, сухотки, кашля, грыжи, зубной боли и многих других. Её лекарственные свойства (как и аналогичные свойства многих других представителей семейства) объясняются присутствием во всех частях растения сапонина, инулина, виолина и других гликозидов.
В декоративном садоводстве известно множество форм и сортов этого вида фиалки с цветками белой, жёлтой, синей и фиолетовой окраски. Необычен сорт 'Bowls' Black', цветки которого имеют бархатные лепестки чёрного цвета и маленькие ярко-жёлтые серединки, как бы прикрытые сверху короткими лиловыми волосками.

## Подвиды
Различают пять подвидов фиалки трёхцветной (для каждого таксона указана персональная страница на сайте Germplasm Resources Information Network):
- Viola tricolor subsp. curtisii (E.Forst.) Syme  — Фиалка трёхцветная подвид Куртиса

Синоним: Viola curtisii E.Forst.
- Viola tricolor subsp. macedonica (Boiss. & Heldr.) A.F.W.Schmidt  — Фиалка трёхцветная подвид македонская

Синоним: Viola macedonica Boiss. & Heldr.
- Viola tricolor subsp. matutina (Klokov) Valentine  — Фиалка трёхцветная подвид утренняя

Синоним: Viola matutina Klokov
- Viola tricolor subsp. subalpina Gaudin  — Фиалка трёхцветная подвид субальпийская

Синоним: Viola saxatilis F.W.Schmidt
- Viola tricolor subsp. tricolor  — Фиалка трёхцветная подвид трёхцветная

Синоним: Viola tricolor var. hortensis DC.

## Фиалка в символике
- Своим строением цветок фиалки напоминает фигуру человека и символизирует раздумья. На языке цветов он означает: «Все мои помыслы о Вас». Здесь сказывается влияние «народной этимологии». На фр. pensée означает и «анютины глазки», и «мысль»[8].
- Анютины глазки являются цветочным символом Ингерманландии[9][10][11][12].
- Фиалка трёхцветная — официальная цветочная эмблема шведской провинции Онгерманланд[13].

## Прочие сведения
- На Руси считалось, что анютины глазки не пригодны для сада, поскольку это цветы не для живых, а для покойников[14].
- Согласно английскому народному поверью, если в ясный день рвать анютины глазки, то вскоре пойдёт дождь[14].